# حق المرأة في الاقتراع في كندا

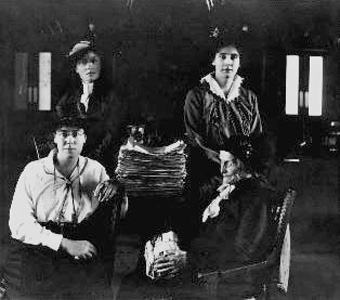

صدر حق الاقتراع للمرأة الكندية في أوقات مختلفة في ولايات قضائية مختلفة، وفي أوقات مختلفة لديمغرافيات نسائية مختلفة. إذ بدأ حق المرأة في الاقتراع في مقاطعات البراري الثلاث. ففي عام 1916، مُنح حق الاقتراع للنساء في مانيتوبا وساسكاتشوان وألبرتا. منحت الحكومة الفيدرالية بعض النساء في وقت الحرب، عام 1917، اقتراعًا محدودًا، أعقبه اقتراع كامل في عام 1918. وبحلول نهاية عام 1922، مُنحت جميع المقاطعات الكندية، باستثناء كيبيك، حق الاقتراع الكامل للنساء البيض والسود. ومُنحت نيوفاوندلاند، والتي كانت في ذلك الوقت دولة منفصلة، حق الاقتراع للمرأة عام 1925. لم تحصل النساء في كيبيك على حق الاقتراع الكامل حتى عام 1940.
مُنح حق الاقتراع المحلي، في مقاطعتي كيبيك وأونتاريو، عام 1884، للعوانس وللأرامل ذوات الممتلكات، وفي عام 1886، في مقاطعة نيو برونزويك، مُنح حق الاقتراع المحلي لجميع النساء ذوات الممتلكات، باستثناء النساء اللائي كان يتمتع أزواجهن بحق الاقتراع، وفي نوفا سكوتيا عام 1886، وفي جزيرة الأمير إدوارد عام 1888، مُنح حق الاقتراع المحلي للأرامل والعوانس.
لم تُمنح النساء الآسيويات (والرجال الآسيويون) حق الاقتراع إلا بعد الحرب العالمية الثانية في عام 1948، ولم تُمنح نساء (ورجال) شعب الإنويت حق الاقتراع حتى عام 1950، ولم يشمل حق التصويت نساء (ورجال) الأمم الأولى إلا في عام 1960، ودون إلزامهن بالتخلي عن وضعهن القانوني أو التعاقدي.

## التاريخ المبكر
بدأت قضية حق المرأة في الاقتراع عام 1876، عندما أتت الدكتورة «إميلي ستو» إلى تورونتو لممارسة الطب، والتي كانت الطبيبة الوحيدة في كندا لسنوات عديدة. وقفت ستو، المهتمة بشكل حيوي بجميع المسائل المتعلقة بالمرأة، أمام الجمهور تحاضر في مواضيع كانت آنذاك جديدة بعض الشيء، وهي «مجال المرأة» و«المرأة في المهن». لم تلقِ ستو محاضراتها فقط في تورنتو، بل أيضًا تحت رعاية معاهد الميكانيكا المختلفة في أوتاوا، وويتبي، وبرادفورد. بعد حضور اجتماع للجمعية الأمريكية للنهوض بالمرأة، في كليفلاند عام 1877، وبعد مقابلة العديد من النساء في الولايات المتحدة، شعرت ستو عند عودتها إلى بلدها بأن الوقت قد حان لإنشاء اتحاد مماثل بين النساء الكنديات. وبعد التحدث مع صديقتها هيلين أرشيبالد، قررن أنه ليس من الحنكة محاولة إنشاء جمعية للاقتراع على الفور، لذلك أسسن في نوفمبر 1877، تنظيم ما كان يعرف باسم «نادي المرأة الأدبي في تورنتو».
في البداية، كان عادة «مناصرو حق المرأة في الاقتراع» من نساء الطبقة الوسطى البيضاوات. دعت هؤلاء النساء إلى الاقتراع لغرض وحيد هو تعزيز وضعهن الاجتماعي بما يؤدي إلى مجتمع أفضل. ومع ذلك، فقد ساندهم أنصار حركة إلغاء العبودية، ونشطاء حركة الاعتدال، والنقابيون والاشتراكيون.

## نادي المرأة الأدبي في تورنتو
خلال السنوات الخمس المقبلة، حقق هذا النادي نموًا هائلًا، إذ انضم إلى صفوفه نساء مثل ماري ماكدونيل، والسيدة هاميلتون، والسيدة ماكينزي، والسيدة أوستن شو، وغيرهن. واستقطب أيضًا اهتمامًا كبيرًا من الصحافة. كانت سارة آن كورزون، وهي محررة مساعدة في صحيفة كندا سيتيزن، من بين أكثر المساعدات كفاءة منذ نشأته. كان من المعتاد أن يجتمع النادي كل يوم خميس في الساعة 3 مساءً في أحد منازل الأعضاء. على الرغم من أن النادي لم يكن «جمعية مناصرة لحق الاقتراع للمرأة» بشكل معلن ومعترف به، فلم يضيعن فرصة الترويج لتلك الفكرة التي كانت هدفًا أساسيًا للمؤسسين الأوائل. كان من أوائل الجهود المبذولة في هذا الاتجاه ورقة أعدتها آرشيبالد بعنوان «المرأة في إطار القانون المدني»، وقد أثارت الورقة النقاش واستعملت بمثابة مادة تثقيفية. أثناء هذه السنوات أيضًا، ومن خلال عمل نادي المرأة الأدبي، افتُتحت جامعة تورونتو للنساء، وكانت إليزا بالمر أول طالبة.

## جمعية الاقتراع للمرأة الكندية
كان يُعتقد في عام 1883 أن الجو العام قد تطور بما فيه الكفاية ليتقبل تشكيل جمعية حق المرأة في الاقتراع. في 1 فبراير 1883، التقى النادي وقرر ما يلي: «في ضوء الغاية النهائية التي أُنشئ نادي المرأة الأدبي في تورونتو من أجلها، وبعد أن أنجز النادي غايته الأولى، وهي تعزيز الشعور العام الحي لصالح حق المرأة في الاقتراع، يحل هذا النادي بموجبه لتشكيل الجمعية الكندية للمطالبة بحق المرأة في الاقتراع». وفي الشهر التالي، في 5 مارس في اجتماع لمجلس المدينة، طلب نادي المرأة الأدبي استخدام قاعات المجلس في 9 مارس. كان الغرض من ذلك هو إجراء محادثة لمناقشة مدى استصواب منح حق الاقتراع لهؤلاء النساء اللائي يمتلكن أهلية الملكية والتي تُعطي حق حيازتها للرجال؛ ومن ثم المضي قدمًا لتشكيل نادي الاقتراع. وفقًا لذلك، وفي ذلك التاريخ، كانت جيسي تيرنبول مكيوين، رئيسة النادي آنذاك، حاضرة مع العمدة آرثر رادكليف بوسويل، وعضو البلدية السابق جون هالام، وعضو البلدية جون باكستر، وجون ويلسون بنجوغ، وتوماس بنجوف، وتوماس فيليبس تومبسون، والسيد بورغيس محرر مجلة سيتيزن. افتتحت جمعية الاقتراع للمرأة الكندية رسميًا، وسجل 40 شخصًا أنفسهم كأعضاء في تلك الليلة.
كان أول عمل اضطلعت به الجمعية هو ضمان حق الاقتراع المحلي للنساء في أونتاريو. وفي 10 سبتمبر1883، عُيِنت لجنة لحث مجلس المدينة على تقديم التماس إلى الحكومة المحلية لتمرير مشروع قانون يمنح المرأة حق الاقتراع المحلي. تألفت اللجنة من ستو، وماكوين، والسيدة هاملتون، والسيدة ميلر، والسيدة ماكنزي، والسيدة كورزون، مع سلطة إضافة أعضاء آخرين. انتظرت اللجنة الأونرابل أوليفر ماوات، الذي كان آنذاك رئيس وزراء مقاطعة أونتاريو. منذ البداية، أدرك أعضاء الجمعية أنه سيكون من الظلم البين استبعاد النساء المتزوجات من ممارسة حق الاقتراع، وعدم منحه إلا للأرامل والعوانس. ومع ذلك، أُتفق على أنه ليس من الحنكة انتقاد مشروع قانون حق الاقتراع المعروض على مجلس النواب، وعلى أساس مبدأ «القليل أحسن من لا شيء». تبعًا لذلك، نحّين الاعتراضات جانبًا، وعملت كل امرأة من أجل تأمين هذا الإصلاح الجزئي، على الرغم من أنها لن تستفيد منه مباشرة إذا تزوجت.

## ثمانيات القرن التاسع عشر
في عام 1882، عُدل قانون أونتاريو المحلي ليمنح المرأة المتزوجة والأرامل والعوانس -إذا كانت لديهن المؤهلات اللازمة- الحق في التصويت على اللوائح الداخلية وبعض المسائل المحلية الثانوية الأخرى. ومرة أخرى، في عام 1884، عُدل القانون بشكل أكبر، فأصبح الحق في الاقتراع المحلي يشمل الأرامل والنساء غير المتزوجات؛ وذلك في جميع المسائل. في الانتخابات المحلية التي أُجريت في تورنتو في 4 يناير 1886، كانت أصوات النساء بالغة الأهمية، إذ أدت إلى انتخاب المرشح الذي تعهد بالإصلاح، وليام هولمز هولاند.
كان افتتاح كلية الطب النسائية في تورونتو، هو العمل الهام الآخر الذي أُنجر في هذا الوقت، بشكل مباشر أو غير مباشر من خلال تأثير جمعية الاقتراع. كانت ستو (مع صديقتها جيني كيد تراوت)، في سبعينيات القرن التاسع عشر، قد شقت طريقها إلى محاضرات موسمية عن الكيمياء في كلية الطب في تورنتو. نحو سنة 1879، كشفت عن نيتها إلحاق ابنتها أوغوستا ستو كطالبة طب. حصلت الدكتورة أوغوستا ستو جولين على «دكتوراه في الطب وماجستير في الجراحة» في عام 1883، وهي أول امرأة تحصل على هذه الدرجة في إطار المؤسسات الكندية. ونتيجة لاستمرار ستو وابنتها، أصبحت النساء الأخريات على دراية بإمكانيات مهنة الطب، كان عدد طلبات القبول كبيرًا جدًا إلى درجة أنه اعتُبر من المناسب فتح كلية الطب نسائية في تورونتو. عُيّنت جولين فيها معيدةً في علم التشريح.
بعد مشاركة حزب العمال في الاقتراع المحلي في عام 1883، وبعد ذلك الكفاح من أجل افتتاح كلية الطب النسائية، كانت هناك فترة هدوء نسبي حتى عام 1889، عندما اتخذت ستو الترتيبات اللازمة لإحضار الدكتورة آنا هاورد شو إلى تورنتو لإلقاء المحاضرات. أرسلت ستو 4000 دعوة إلى كل عضو في البرلمان، ومجلس التعليم، والرابطة الوزارية، داعية كل عضو إلى الحضور لسماع مسألة المرأة. كُللت المحاضرة بالنجاح، وولدت اهتمامًا كبيرًا بالمسألة لدرجة أن رابطة الاقتراع القديمة، التي لم تكن موجودة عمليًا لعدة مواسم، قد أُعيد تنظيمها، مع تعيين ستو كرئيسة والسيدة كرزون كسكرتيرة. وفي ديسمبر 1889، تحصلت سوزان أنتوني على فرصة إلقاء محاضرة في قاعة كلية الطب النسائية. نجحت في زيادة الاهتمام بحق الاقتراع حتى انتشر من نساء تورونتو إلى نساء المدن المحيطة، ونتج عن ذلك تنظيم مجموعات جديدة في العديد من الأماكن. بعد ذلك، دعت الجمعية ماري سيمور هاول، من ألباني، عاصمة نيويورك، لإلقاء محاضرة. رافقت السيدة ماكدونيل، تلك السيدة التي لا تكل أبدًا من حماستها للنساء، السيدة هاويل إلى العديد من المدن في جميع أنحاء أونتاريو، لتحفيز نوادي الاقتراع الموجودة بالفعل ولتشكيل نوادٍ أخرى غيرها.

## الملوَّنون
حركة الاقتراع المذكورة هنا لا تشمل سوى النساء البيضاوات. أما في ما يخص الرجال والنساء السود، فقد مُنحوا حق التصويت في نفس الوقت الذي مُنح للنساء البيضاوات، وذلك بسبب إلغاء العبودية في عام 1834، فلم يعودوا فئة منفصلة عن الرجال والنساء البيض. لكن لم يُسمح للرجال والسيدات الآسيويين بالحق في التصويت إلا بعد الحرب العالمية الثانية. حصل شعب الإنويت على حق التصويت في عام 1950، ولم يُسمح لرجال ونساء الأمم الأولى بالتصويت حتى عام 1960، أي بعد مرور عشرين عامًا على السماح للنساء البيضاوات والرجال والنساء السود بالتصويت.